# Страсбургериевые
Страсбургериевые (лат. Strasburgeriaceae) — небольшое семейство цветковых растений порядка Кроссосомоцветные (лат. Crossosomatales), содержащее всего 2 рода и 2-3 вида. 

## Ареал
Представители семейства — эндемики Новой Каледонии.

## Ботаническое описание
Листья с зубчатыми краями, расположены по спирали. 
Цветки крупные, есть чашечка. Тычиночные нити плоские, пыльники достигают длины около 3 мм. Растения однодомные. 

## Генетика
Молекулярные исследования показали, что Strasburgeria robusta является сестринским таксоном Ixerba brexioides, эндемика Новой Зеландии. Число хромосом у обоих видов в гаплоидном наборе х = 25, Ixerba brexioides диплоидна (2n = 2x = 50), генетический набор же Strasburgeria robusta определяется как 2n = 20x = 500. Такая высокая полиплоидия Strasburgeria robusta, вероятнее всего, помогала ей выживать на ультраосновных горных породах, обнаруженных в горных лесах Новой Каледонии.

## Систематическое положение
Система APG II (2003) относит семейство страсбургериевые в кладу Розиды (лат. Rosids). Система APG III (2009) помещает это семейство в порядок Кроссосомоцветные (лат. Crossosomatales).

## Роды
В большинстве источников оба рода семейства представляются монотипическими, и тогда общее число видов семейства равно двум:
- Strasburgeria — Страсбургерия
  - Strasburgeria robusta
- Ixerba 
  - Ixerba brexioides